# Músculo complejo
Los músculos complejos o complexos un grupo de músculos que:
- Producen extensión de la cabeza.
- Se encuentran en un plano superficial respecto al recto posterior mayor de la cabeza y profundo respecto a los esplenios.
- Los nervios que pasan por ellos son los ramos posteriores de los troncos primarios del plexo braquial.
- Están insertados por debajo en las apófisis (espinosas y transversas) de las seis primeras vértebras cervicales.

Corresponden al cuarto plano muscular de la región cervical, y son los siguientes:
1. El músculo complejo mayor, formado por el músculo digástrico de la nuca y el longísimo mayor de la cabeza, separados normalmente por el nervio occipital mayor o nervio occipital de Arnold.
2. El músculo complejo menor, formado por el músculo longísimo menor de la cabeza, y separado del complejo mayor por la arteria occipital.

La Terminología Anatómica no recoge los músculos complejos; recoge únicamente al músculo longísimo de la cabeza (musculus longissimus capitis) y al músculo digástrico (musculus digastricus). Y son muy difíciles de encontrar. 